# El Moudjahid
El Moudjahid («Эль-Муджахид», с араб. — «Воин») — алжирская ежедневная газета на французском языке, в течение длительного времени была правительственным официозом.
Газета была основана в условиях Алжирской войны в 1956 году как орган Фронта национального освобождения, который вёл вооружённую борьбу за независимость Алжира от Франции. Первые выпуски нерегулярно выходили в подполье в городе Алжире ограниченным тиражом (около 500 экземпляров) и представляли собой размноженную посредством ротатора брошюру. Лозунгом газеты стал и до сих пор остаётся La révolution par le peuple et pour le peuple (с фр. — «Революция народом и для народа»). В 1957 году редакция переместилась сперва в Марокко, а затем в Тунис, где выходило в формате еженедельной газеты двумя отдельными независимыми друг от друга выпусками — на французском и арабском языках. В 1962 году после получения страной независимости издание газеты переместилось в город Алжир.
В ноябре 1962 года правительство Алжира запретило деятельность Алжирской коммунистической партии, а конституцией от августа 1963 года в стране была введена однопартийная система, положившая конец существовавшей до этого относительной свободе прессы. В 1965 году ФНО преобразовал El Moudjahid в ежедневную газету, использовав для этого редакционные и полиграфические ресурсы собственной ежедневной газеты Le Peuple (выходила с 1963 года) и близкой к запрещённой коммунистической партии газеты Alger républicain (выходила с 1962 года). Газета официально не считалась правительственной, но de facto выражала его позицию.
К концу 1980-х годов страну постиг тяжёлый экономический и идеологический кризис, приведший к ликвидации системы однопартийности. В декабре 1991 года в стране прошли первые многопартийные выборы, однако, когда стало ясно, что победу на них одерживал Исламский фронт спасения, серьёзно опередивший правящий ФНО, военные совершили государственный переворот и отменили их результаты. Вспыхнувшие вслед за отменой выборов протесты привели к десятилетней гражданской войне, жертвами которой стали около 100 000 человек, среди которых около 60 журналистов, включая главного редактора El Moudjahid Мохамеда Абдеррахмани, убитого исламистами 27 марта 1995 года.
Вслед за падением популярности ФНО, падала и популярность её официоза — если середине 1980-х годов тираж достигал 350 000 экземпляров, то к 2006 году он опустился до 17 500 экземпляров.
По состоянию на начало 2022 года, газета El Moudjahid продолжает выходить на французском языке и представляет собой ежедневную газету общей направленности. Номер от 27 апреля 2022 года состоял из 24 страниц формата 280×430 мм, его тираж по собственной информации газеты составил 13 500 экземпляров. Помимо печатного выпуска, новости газеты публикуются также на её официальном сайте, имеющим, помимо французской, также версии на английском, арабском и испанском языках.

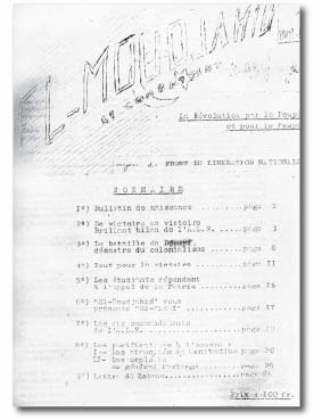
№ 1, июнь 1956
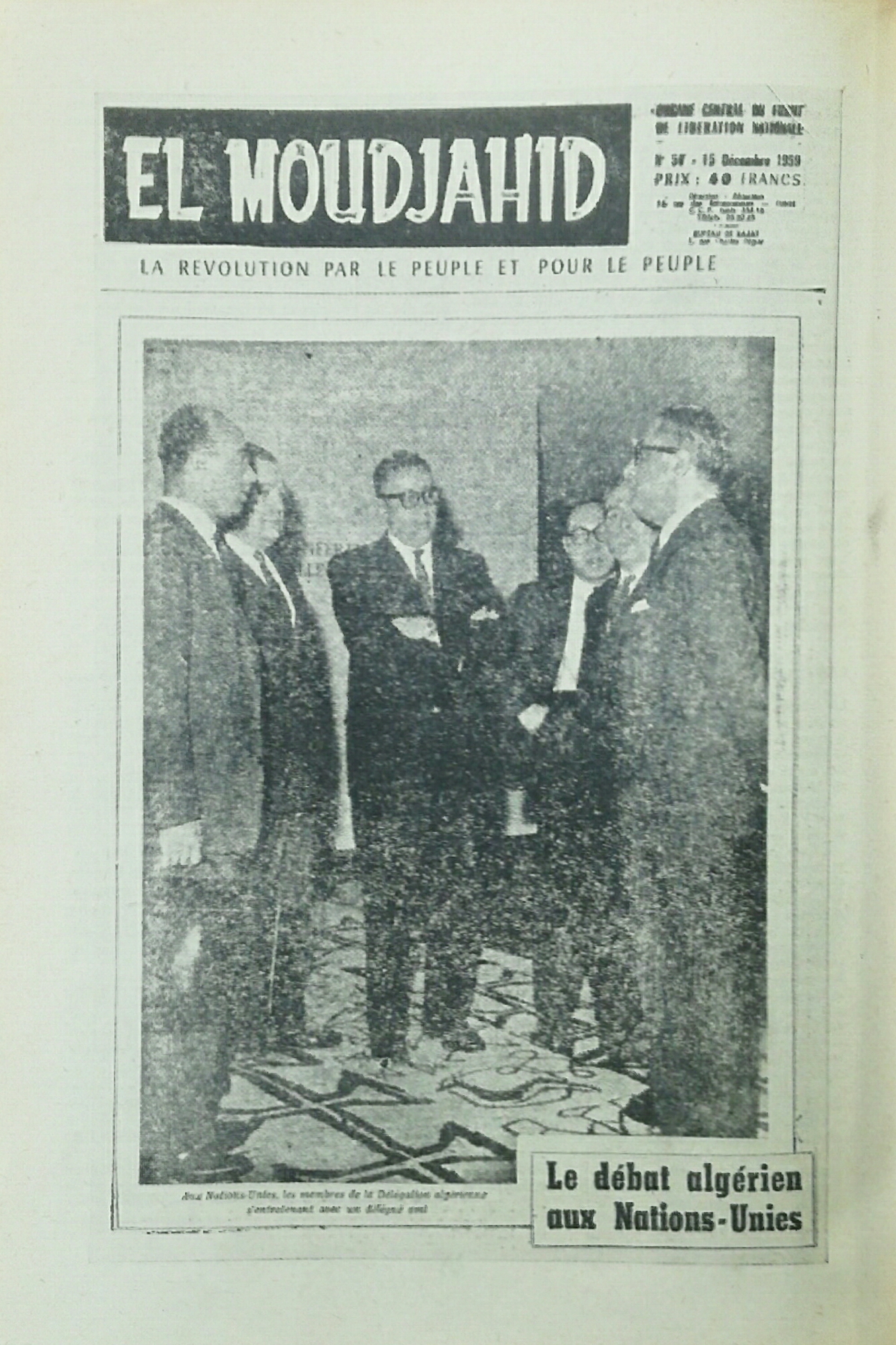
№ 57, 15 декабря 1959
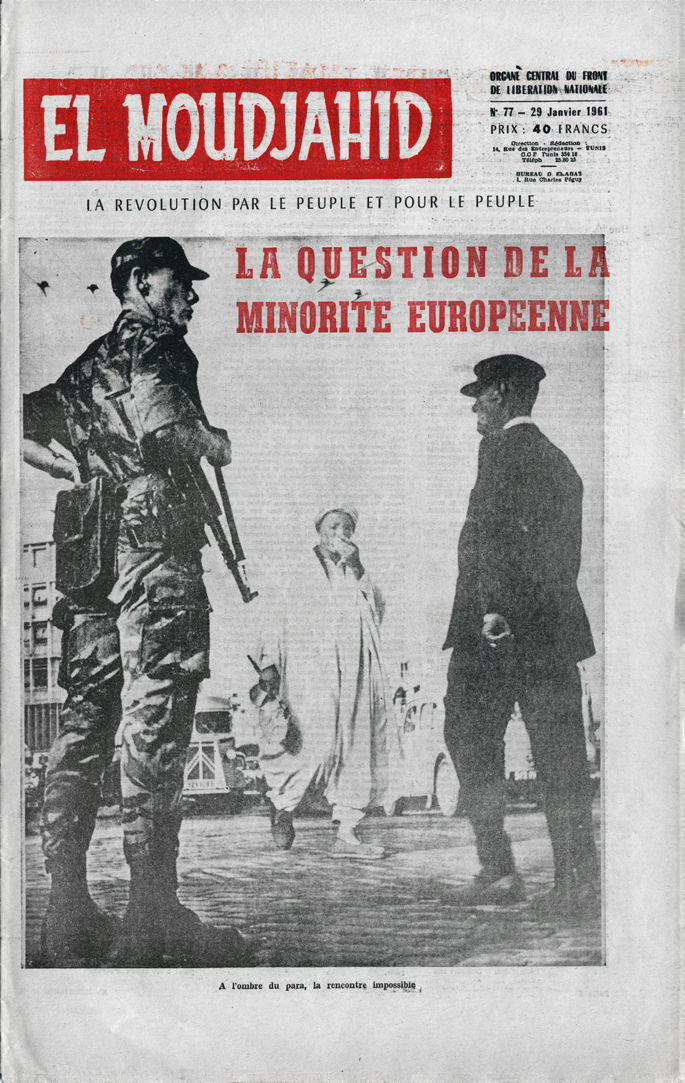
№ 77, 29 января 1961